# Monestir de Sant Jordi de Coziba
El Monestir de Sant Jordi de Coziba (o Monestir Ortodox de Sant Jordi) és un monestir situat al Uadi Qelt, a Cisjordània, a Palestina. Es troba a uns 9 quilòmetres de Jericó i a 20 de Jerusalem. Aquest conjunt monacal penjant del segle vi, amb la seua capella i jardins, està actiu i habitat per monjos ortodoxos grecs. És accessible per un pont per als vianants per Uadi Qelt, una vall que molts identifiquen amb la Vall de les Ombres del Psalm 23 de la Bíblia. Paral·lela a la vall discorre la vella calçada romana que duia a Jericó.

## Història
Entre les tradicions relacionades amb la ubicació del monestir hi ha la visita d'Elies de camí cap a la península del Sinaí, i una escena de la vida de sant Joaquim que narra que, mentre plorava en aquest lloc per la infertilitat de la seua dona, santa Anna, va rebre la visita d'un àngel que li anuncià la concepció de Maria.
La història del Monestir de Sant Jordi de Coziba comença en el segle iv. Els seus monjos se'ls va començar a anomenar eremites (del terme grec ἐρημίτης, o de ἔρημος, que significa 'del desert'), paraula de la qual deriva 'ermità'.
En el cas de Sant Jordi de Coziba, un grup de monjos es van assentar en una cova propera on creien que el profeta Elies s'havia detingut de camí cap al Sinaí i on els corbs l'havien alimentat (1 Reis 17:5-6). El lloc era especialment idoni per tractar-se d'un espai aïllat i remot amb aigua fresca. Joan de Tebes, un eremita que havia emigrat d'Egipte a Síria Palestina, va fundar el monestir al voltant de l'any 480, i va agrupar cinc ermitans sirians de les coves properes per a crear una nova laura. Els ermitans que vivien a les coves properes se solien reunir setmanalment al monestir. El 516, Joan de Tebes fou nomenat bisbe de Cesarea, tot i que va tornar al monestir temps després.

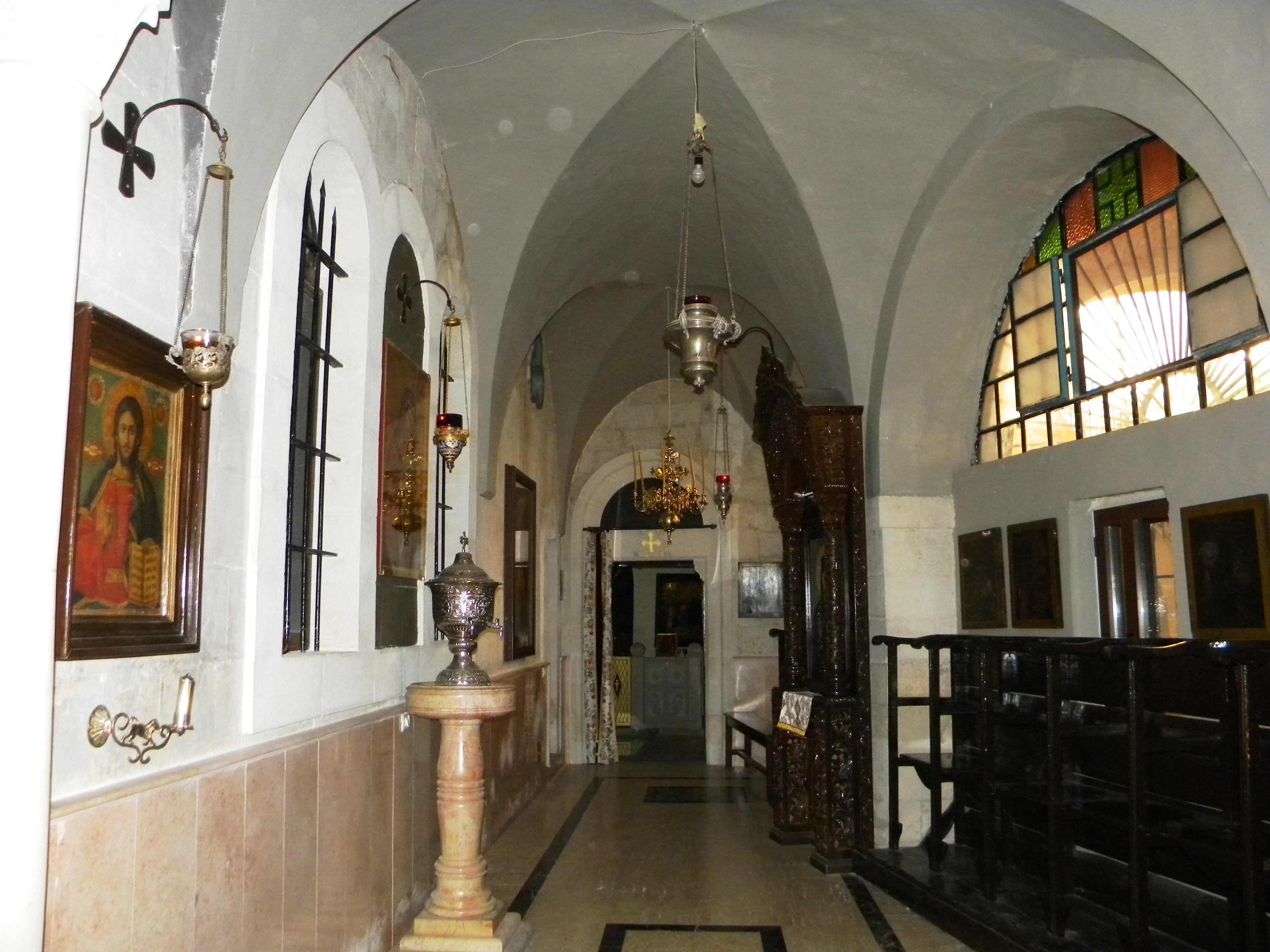
Palestina, Uadi Qelt (Vall d'Hozevei), Monestir de Sant Jordi, amb les relíquies de sant Joan Jacob Hozevitul

Sant Jordi de Coziba hi va arribar des de Xipre a la fi del segle vi, i es dedicà a la vida d'ermità a les coves del Uadi Qelt. La invasió persa de la província romana de Síria Palestina va suposar la destrucció del monestir l'any 614 i la mort dels 14 monjos (altres fonts n'esmenten 40) que hi vivien, els ossos i els cranis dels quals es poden veure hui a la capella del monestir. Sant Jordi de Coziba fou empresonat, però va sobreviure i tornà a exiliar-se a les coves properes al monestir fins a la seua mort, l'any 620. Tot i que Joan de Tebes havia dedicat la capella principal a la Mare de Déu, li canviaren el nom pel de Sant Jordi de Coziba i Sant Joan Jacob el Romanés. Els croats en feren intents de restauració al 1179 amb l'empara de l'emperador Manuel I Comné, però després d'expulsar-los el monestir restà pràcticament abandonat fins a la fi del segle XIX. segle El Fons per a l'Exploració de Palestina el va descriure el 1873 d'aquesta manera:
| «                                      | “Deir el Kelt: un monestir en ruïnes penjant en un costat d'un precipi perpendicular a la riba nord del Uadi Qelt. S'hi pot accedir des de l'est, on hi ha una plana estreta (d'uns 120 peus fins a l'est i oest, i 30 peus d'ample) amb un penya-segat a sobre. En 80 peus de longitud aquest penya-segat és cobert de ciment, que algun dia estigué pintat amb frescs, amb figures ara esborrades. Al barranc que hi ha damunt el monestir, hi ha coves, ara inaccessibles. En una encara s'hi pot veure una barra de ferro, probablement usada llavors per a sostenir una corda o escala de corda amb què es podria establir comunicació amb l'ermità en la cel·la." | » |
| — Fons per a l'Exploració de Palestina | |   |

| «                                      | "El monestir en si mostra tres fases de construcció diferents. L'edifici enclou una entrada amb criptes a sota, una capella i cel·les. La capella no manté pas el mateix eix que la resta d'edificis, i sembla anterior en el temps. La maçoneria està millor revestida que en els altres treballs. La capella té 36 peus de llarg per 17 d'ample, mides interiors. L'orientació n'és de 45º. A l'extrem oriental hi ha un absis de 7 peus de diàmetre; té una finestra torta en un costat per a tenir un angle de 90º, apuntat a l'est. Rere la capella hi ha una petita cambra amb una tomba sota terra, excavada en la roca, que conté les restes d'uns ossos prou desfets. Aquesta cambra també té un absis. La petita cel·la està excavada en la roca i fa 10 per 13 peus. Un corredor duu des de la porta sud de la capella principal a la capella menor. Els contraforts de la capella principal són, evidentment, afegits posteriors, perquè s'han construït sobre la segona sèrie de frescs; suporten els nervis de la cúpula i són carreus bellament decorats. Els murs interiors de la capella, del corredor i de la petita capella estan completament recoberts de ciment i pintats amb frescs, amb figures i inscripcions. Dos grups de frescs encara són visibles en alguns llocs; els més antics són prou maldestres, però semblen haver estat millor fets." | » |
| — Fons per a l'Exploració de Palestina | |   |

El 1878, un monjo grec anomenat Kallinikos va viure al monestir i el va restaurar; les obres acabaren al 1901. Un monjo romanés, conegut com a Joan Jacob el Romanés, va viure durant vuit anys en una petita cova fins a la seua mort, al 1960. El 1952 se'n va construir un nou campanar.
El pare Georgios Tsibouktzakis es traslladà al monestir de Sant Jordi de Coziba el 1993 i durant molts anys n'era l'únic habitant; va millorar el camí de pedra usat pels pelegrins per a pujar al monestir, en reparà els aqüeductes i endreçà els jardins d'oliveres. Va ser nomenat abat l'any 2000.
Hui el monestir consta de dues capelles, la de la Mare de Déu i la de Sant Jordi i Sant Joan, totes dues decorades amb mosaics, icones i frescos. La cova de Sant Elies també és accessible per una escala des del pati interior del monestir. Des de la cova es pot eixir a la part de dalt de la muntanya per un túnel.
A diferència de la majoria de monestirs ortodoxos grecs, permet l'entrada als visitants, i el gestiona el Patriarcat Grec Ortodox de Jerusalem.

## Galeria

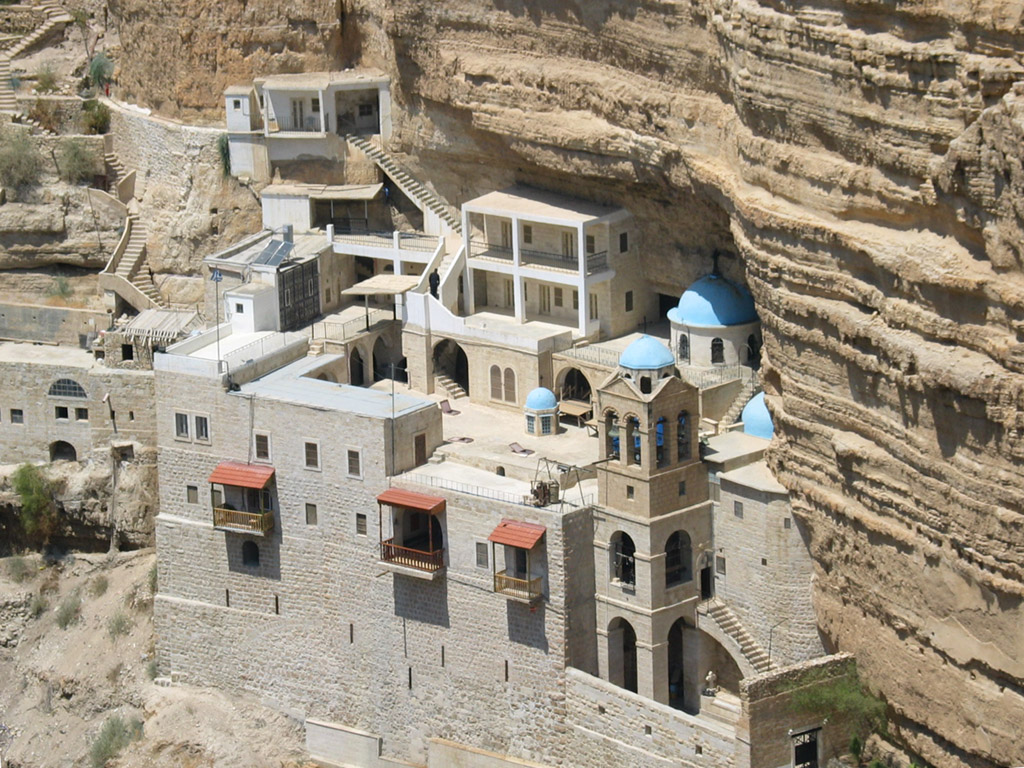
Vista exterior del monestir
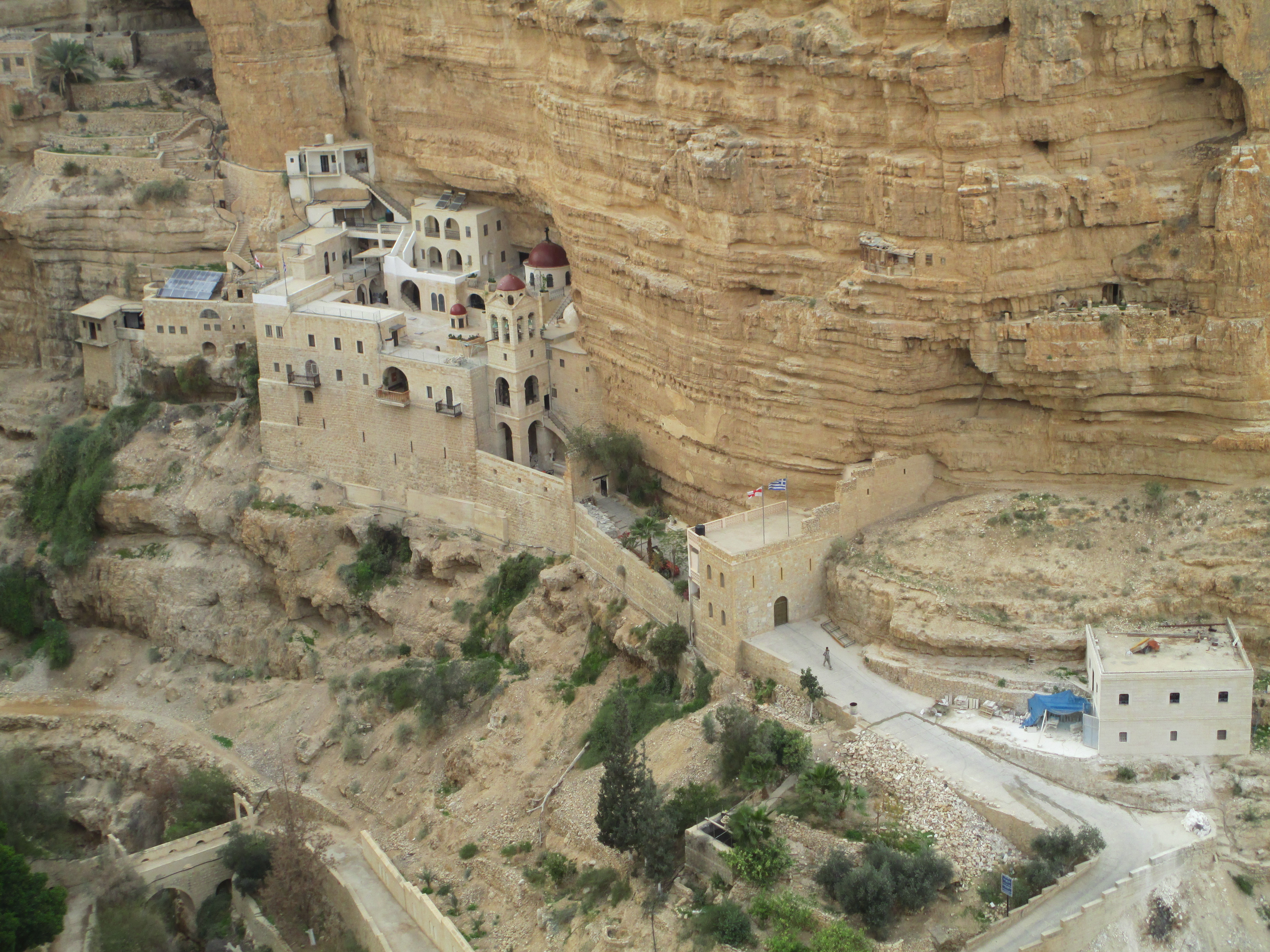
Vista exterior del monestir
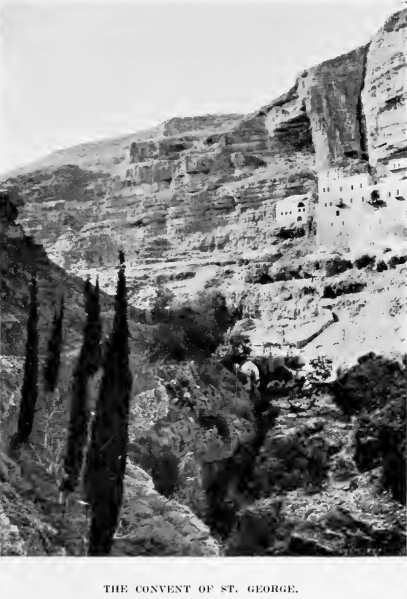
Monestir de Sant Jordi de Coziba el 1913
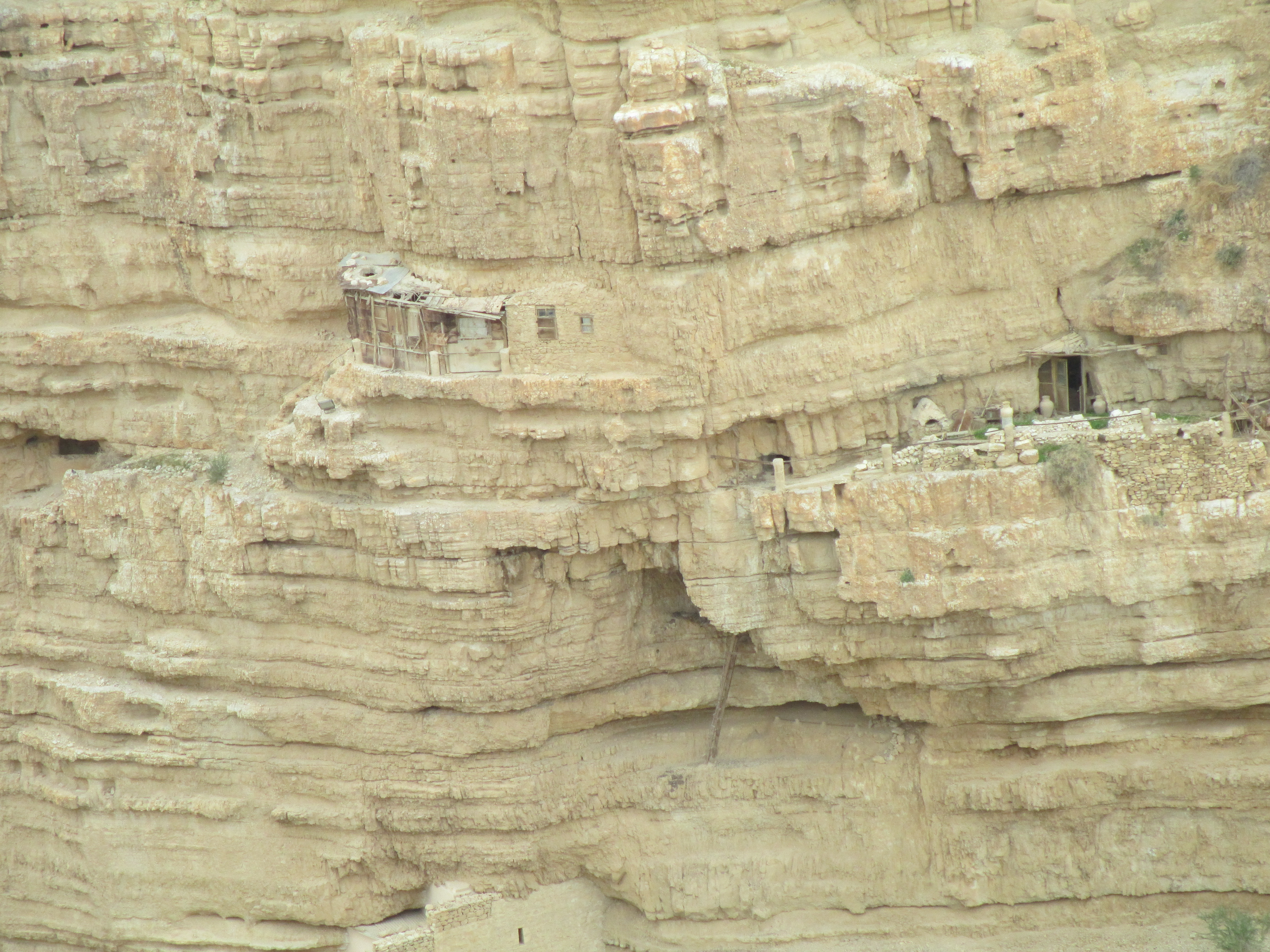
Coves al voltant del monestir
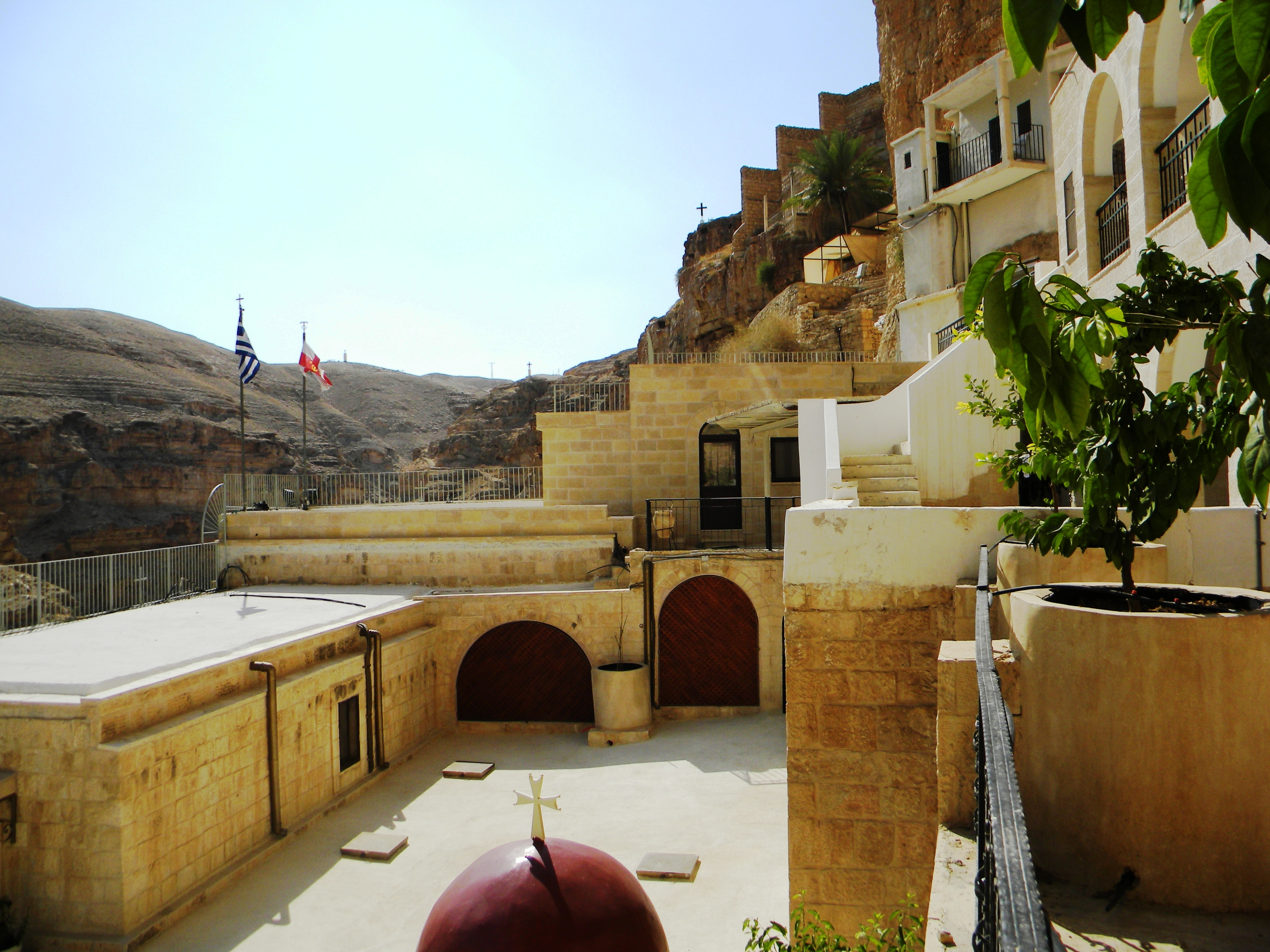
Pati interior
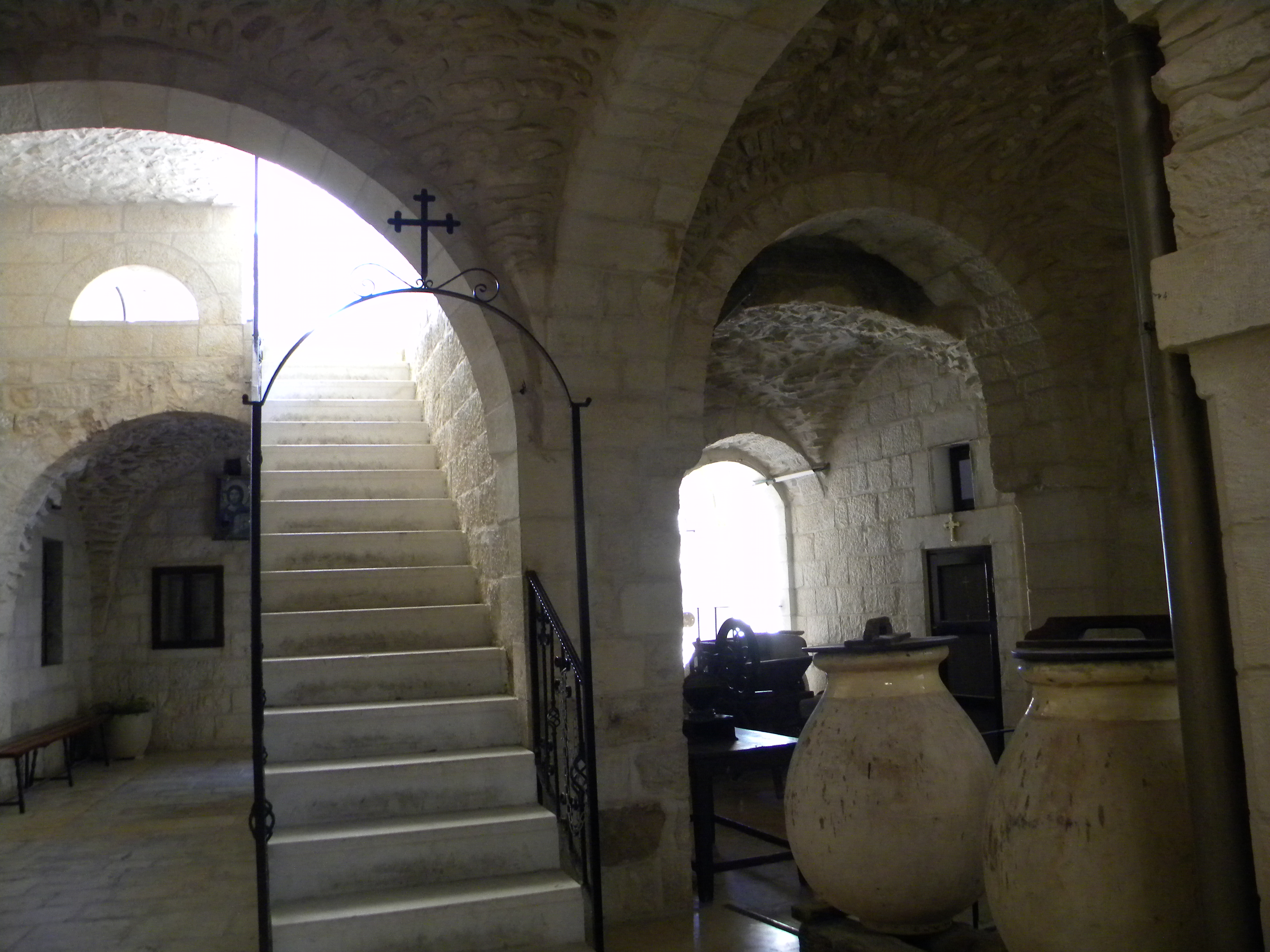
Interior del monestir
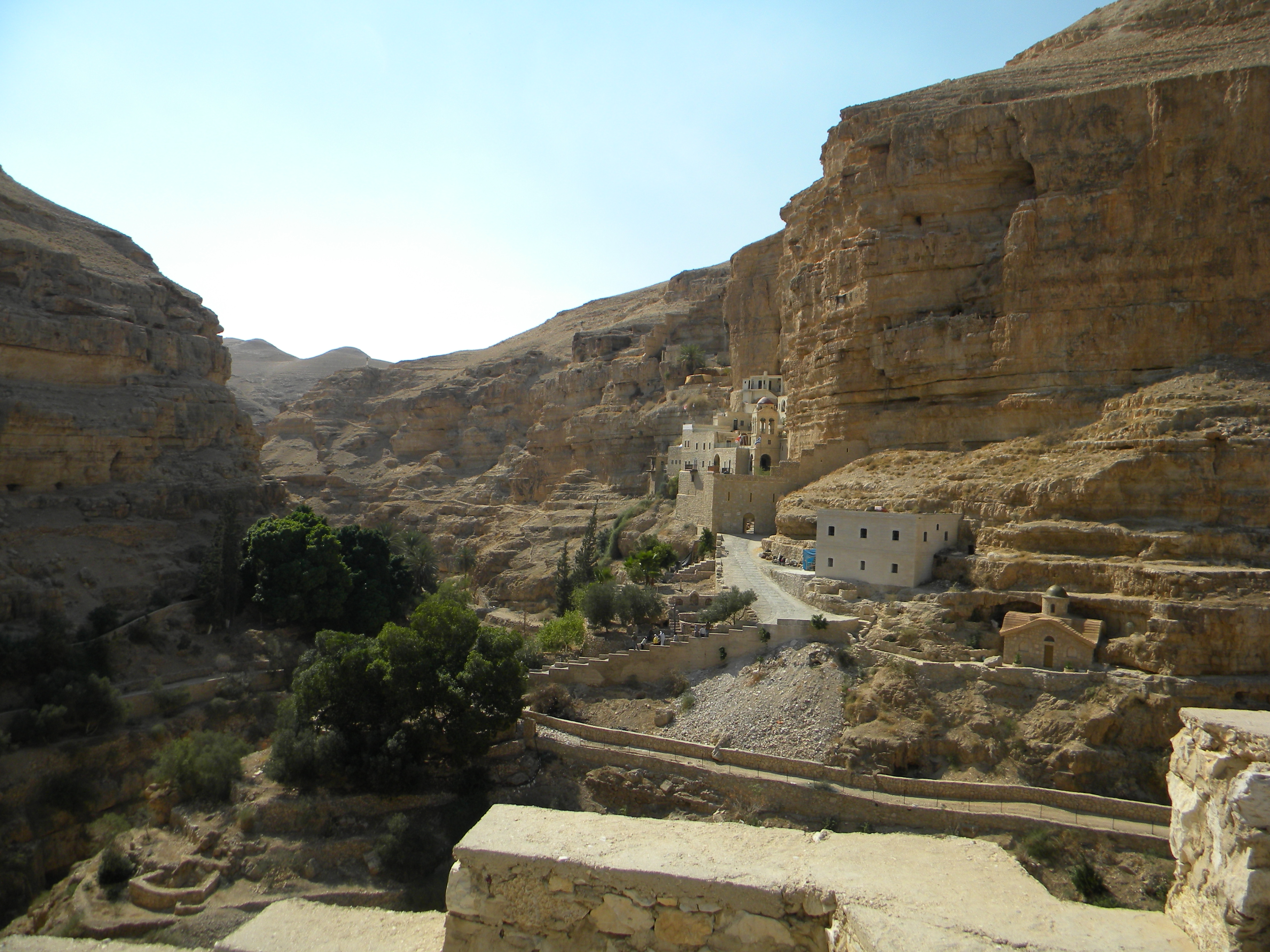
Uadi Qelt a l'altura del monestir
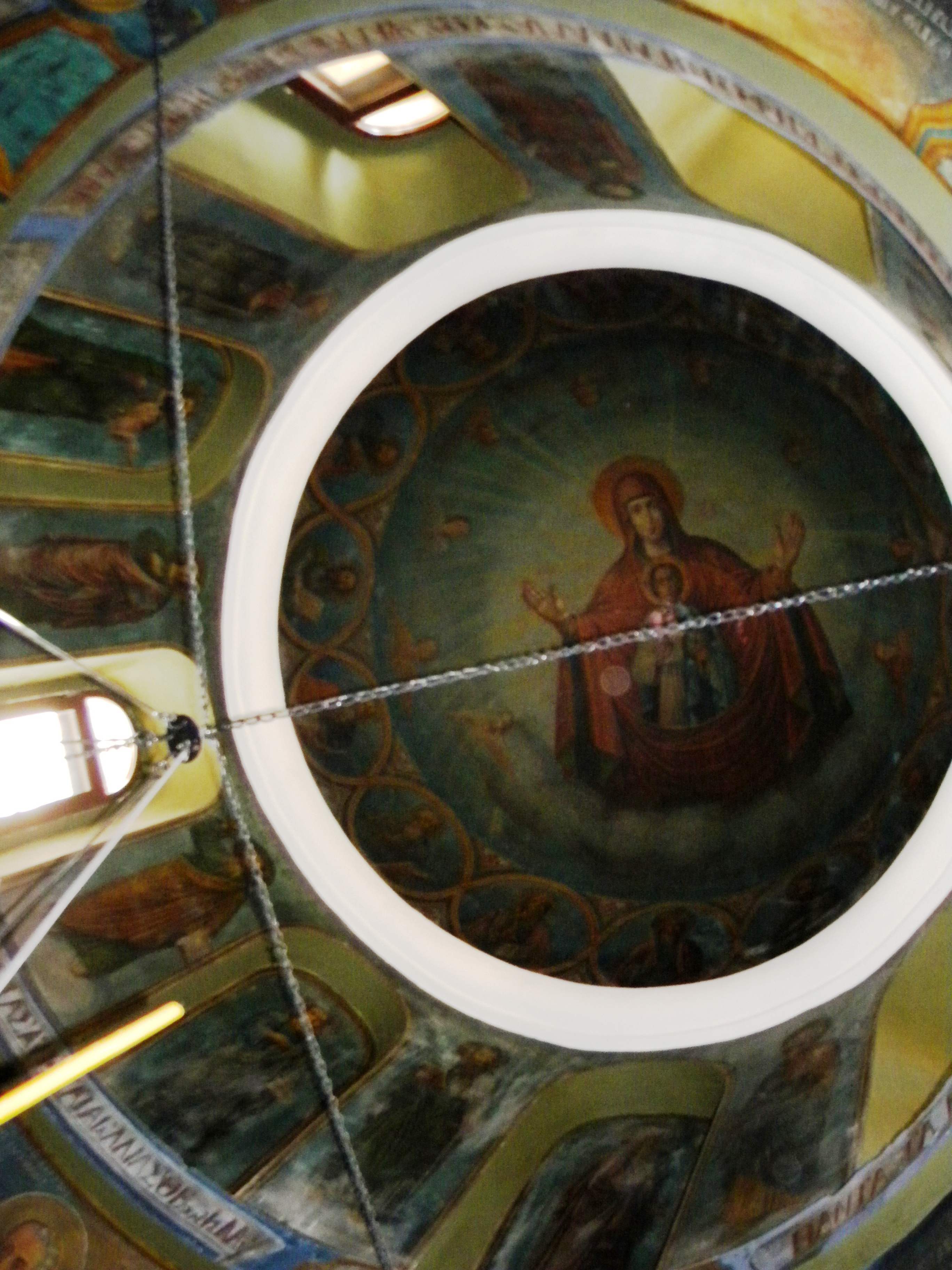
Cúpula de la capella
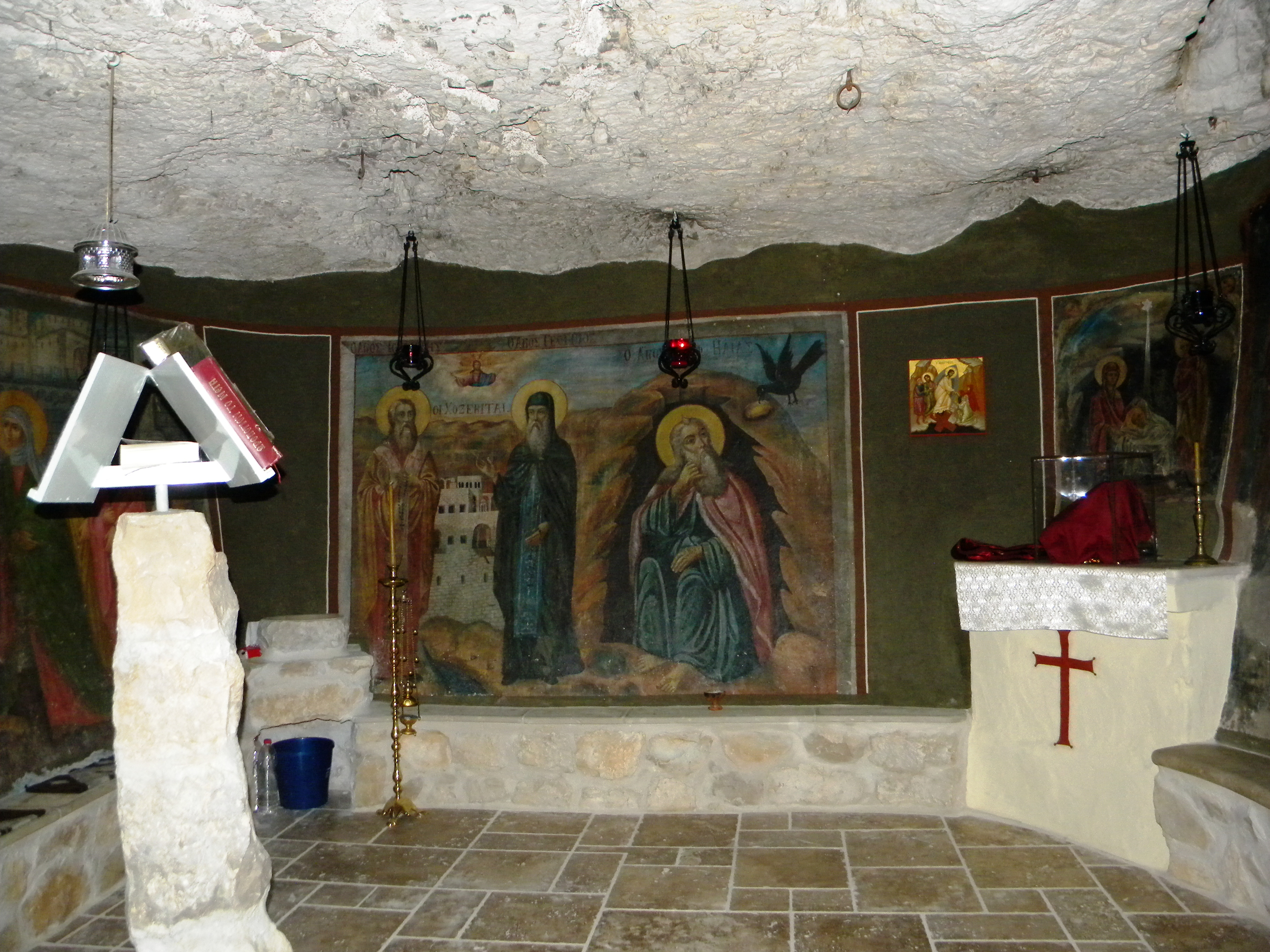
Capella menor